# El Hakimia
El Hakimia (în arabă الحاكمية) este o comună din provincia Bouira, Algeria.
Populația comunei este de 2.212 locuitori (2008).